# Sant Andreu de la Barroca
Sant Andreu de la Barroca és una església de Sant Aniol de Finestres (Garrotxa) inclosa a l'Inventari del Patrimoni Arquitectònic de Catalunya.

## Descripció
És una antiga església parroquial del poble de La Barroca, situat dalt de la serra que separa la vall de Llémena de la vall d'Hostoles. És una construcció del segle xvii, d'una sola nau i absis rectangular. El campanar és de torre, amb teulat a dues aigües i obertures dobles que miren a llevant i a ponent. Sant Andreu fou bastida amb pedra petita del país, llevat dels carreus cantoners. Als segles XVIII-XIX s'han realitzat diverses reformes.

## Història
A principis de segle xx, Botet i Sisó diu: "…és parròquia rural de primera, ab rector, del arxiprestat de Olot y abans del ardiaconat de Gerona. L'església parroquial, que té al voltant algunes poques cases, estant les demés escampades pel terme, es una construcció del segle xvii y està dedicada a Sant Andreu…".